# Tossanjärvi
Tossanjärvi är en sjö i Haparanda kommun i Norrbotten och ingår i Torneälvens huvudavrinningsområde.